# Donja Brckovčina
Donja Brckovčina falu Horvátországban Kapronca-Kőrös megyében. Közigazgatásilag Kőröshöz tartozik.

## Fekvése
Köröstől 3 km-re délnyugatra fekszik.

## Története
A falunak 1857-ben 106, 1910-ben 126 lakosa volt. Trianonig Belovár-Kőrös vármegye Körösi járásához tartozott. 2001-ben a falunak 166 lakosa volt.

## Külső hivatkozások
Körös város hivatalos oldala